# Jacques van Outheusden
Jacques-François-Xavier van Outheusden (Brussel, 6 december 1755 - 12 december 1816) was een Zuid-Nederlands edelman.

## Familie
De naam van de familie, Outheusden of Oudheusden, verwijst naar de gemeente Oudhuizen in Noord-Brabant. Men trof de naam veel aan in deze streek en in Holland. 
In de achttiende eeuw woonde in Den Haag Antoine van Outheusden, heer van Sevenhuysen, getrouwd met Digne Rees, aan wie octrooi werd toegekend voor het indijken van de Catjespolder bij Zevenhuizen.
Zijn zoon, Henri-Jacques van Outheusden (° 1719), heer van Sevenhuysen, trouwde met Marie-Anne Diert (° 1719), dochter van Jean Diert, heer van Melissant. Ze woonden aanvankelijk in Den Haag, waar hun zoon Jan Gerard in 1747 geboren werd. Zij verhuisden wellicht weinige jaren later naar Zuid-Brabant, aangezien Henri-Jacques in 1755 bevestigd werd "voor zoveel als nodig" in de erfelijke adel en met de titel van ridder, door keizerin Maria Theresia die heerste over de Zuidelijke Nederlanden. Het echtpaar leefde voornaam: in 1768 werd een penning geslagen ter herdenking van hun zilveren huwelijksjubileum, geslagen door Gijsbert van Moelingen. Het toont meteen aan dat de banden met het Noorden niet verbroken waren.
Henri-Jacques van Outheusden had drie kinderen. 
- De oudste, Jan-Gerard van Outheusden (Den Haag, 18 september 1747 - Eppegem, 15 september 1822) trouwde in 1785 in Mechelen met Jeanne-Marie De Meester (1765-1851), dochter van Pierre De Meester (1724-1784), assessor bij de Berg van Barmhartigheid in Mechelen. Hij was getrouwd met Marie-Jeanne Mols (1723-1766) en ze hadden elf kinderen. Hij had in 1759 het kasteel Wolfslinde aangekocht in Eppegem. Jan-Gerard erfde het domein en bouwde er in 1794 een nieuw kasteel. Hij deed niet de moeite om zich in de erfelijke adel te laten erkennen. Pierre de Meester was de stamvader voor de families de Meester de Heyndonck en de Meester de Ravestein. Zijn kinderen en kleinkinderen gingen huwelijken aan met telgen uit de families Deudon, du Trieu de Ter Donck, de Giey, Pangaert d'Opdorp, della Faille, d'Ablay, Pouppez de Kettenis de Hollaeken, de Richterich, de Steenhault de Waerbeek, Geelhand enz.
- Marie-Thérèse van Outheusden trouwde met Charles Baudier. Hij was een zoon van Gaspar Baudier en Louise Deudon en was ontvanger-generaal van de domeinen in Vilvoorde en Tervuren. Ze hadden een enige zoon, André Baudier (° 1789), die raadsheer bij het Belgische Rekenhof werd en trouwde met Coralie Baesen. Ze hadden vijf kinderen, onder wie een dochter die trouwde met Charles Deudon en aan de basis lag van de familie Deudon de le Vielleuze.
- Jacques van Outheusden. Zie verder.

### Jacques van Outheusden
Jacques François Xavier van Outheusden, derde kind van Henri-Jacques, was licentiaat in de rechten. Hij werd lid van de Provinciale Staten van Zuid-Brabant en bestuurslid van de Burgerlijke Godshuizen van Brussel.
In 1816, ten tijde van het Verenigd Koninkrijk der Nederlanden, werd hij erkend in de erfelijke adel met de titel baron, overdraagbaar op alle afstammelingen, en met benoeming in de Ridderschap van Zuid-Brabant. Pas had hij de open brieven gelicht of hij stierf.
In 1787 trouwde hij met Marie-Elisabeth de Roest d'Alkemade (1766-1833) en ze kregen samen vier kinderen. 

### Jean van Outheusden
Een zoon van Jacques, Jean Charles Paul Joseph van Outheusden (1793-1858), werd in 1817 benoemd in de Ridderschap van Zuid-Brabant. Hij trouwde in 1820 in Den Haag met Wilhelmine Buteux (1793-1888). 
- Henriette van Outheusden (1823-1888) trouwde met graaf Alfred de Marchant et d'Ansembourg (1813-1876), burgemeester van Hex.
- Gustave van Outheusden (1822-1893), die trouwde met Catherine Desmanet de Boutonville (1818-1885). Het huwelijk bleef kinderloos.

De familie doofde uit in 1893.